# María-Esther Vidal
María-Esther Vidal es una profesora del departamento de ciencia computacional de la Universidad Simón Bolívar y una investigadora de Sistema de Información Empresarial del departamento de ciencia computacional de la Universidad de Bonn, Alemania. Lidera el Grupo de Web Semántica de la USB, el cual integra personas de múltiples áreas como bases de datos, sistemas distribuidos e inteligencia artificial y su trabajo de investigación se enfoca en la solución de estos problemas.
Fue decana asistente de investigación y desarrollo de ciencia aplicada e ingeniería de la Universidad Simón Bolívar entre 2011 y 2014.